# دايفيد ديفيز
دايفيد ديفيز (بالإنجليزية: David Christopher Davies)‏ (و. 1827 – 1885 م) هو جيولوجي، ومهندس تعدين، من المملكة المتحدة لبريطانيا العظمى وإيرلندا، توفي عن عمر يناهز 58 عاماً.